# 中非合作论坛第一届部长级会议
2000年10月10日至12日，中非合作论坛第一届部长级会议在北京举行。44个非洲国家的80余名部长和17个国际和地区组织代表应邀与会。

## 会议
中国方面出席的主要领导人有中共中央总书记兼国家主席江泽民、国务院总理朱镕基、国家副主席胡锦涛等，非洲方面出席的有：多哥总统纳辛贝·埃亚德马、阿尔及利亚总统阿布杜拉齐兹·布特弗利卡、赞比亚总统弗雷德里克·奇卢巴、坦桑尼亚总统本杰明·姆卡帕以及非洲统一组织秘书长萨利姆·艾哈迈德·萨利姆等。44个非洲国家的80余名部长和17个国际和地区组织代表应邀与会。为准备第一届部长级会议，中非双方于2000年10月7日至9日在北京召开了论坛第一届高官会。

## 会议内容
会议的议题有两个，分別是「推动建立国际政治经济新秩序」及「加强中非在经贸领域的合作」。同時会议亦通过了两个文件：《中非合作论坛北京宣言》及《中非经济和社会发展合作纲领》。
第一届部长级会议共举办了四个专题研讨会，分别涉及中非投资与贸易，中国与非洲国家的改革经验交流，消除贫困与农业可持续发展，教育、科技与卫生合作等领域。

## 中方后续行动委员会
2000年11月，中非合作论坛中方后续行动委员会成立。

## 出席详情
出席中非合作论坛第1届部长级会议的包括各国国家元首和政府首脑、各国代表团团长和部长及国际、地区组织。